# Черлаковский сельсовет
Черлаковский сельсовет (баш. Сарлаҡ ауыл советы) — муниципальное образование в Дюртюлинском районе Республики Башкортостан Российской Федерации. Административный центр — село Черлак.

## География
Граничит на западе с Илишевским районом, на севере — Краснокамским районом и Калтасинским районом, на северо-востоке — Бураевским районом, на востоке, юге и юго-западе — Ангасяковским сельсоветом.

## История
Образован в 1918 из населённых пунктов Калмыковской волости.
В 1954 произошло слияние с Юсуповским сельским советом.
Согласно «Закону о границах, статусе и административных центрах муниципальных образований в Республике Башкортостан» имеет статус сельского поселения.

## Председатели
А. З. Зиннуров (с 1960), М. Г. Галимьянов (в 1969-71 и 1992-94), А. Ш. Шарифуллин (в 1971-82 и 1985-87), Г. Казыханов (в 1982-83), Т. С. Набиев (в 1983-85), В. Сафаров (в 1988-92), А. Ф. Гильмутдинов (с 1994), К. З. Нафиков (с 2002).

## Население
| 2002  | 2009  | 2010  | 2012  | 2013  | 2014  | 2015  |
| ----- | ----- | ----- | ----- | ----- | ----- | ----- |
| 1454  | ↘1405 | ↘1364 | ↘1321 | ↘1293 | ↘1251 | ↘1221 |
| 2016  | 2017  |       |       |       |       |       |
| ↘1190 | ↘1151 |       |       |       |       |       |

## Состав сельского поселения
| № | Населённый пункт | Тип населённого пункта       | Население |
| - | ---------------- | ---------------------------- | --------- |
| 1 | Черлак           | село, административный центр | ↘584      |
| 2 | Юсупово          | село                         | ↘668      |
| 3 | Аргыш            | деревня                      | ↘112      |

В разные годы в состав сельского совета также входили кордоны Сазоновский и Удельный.

## Инфраструктура
ООО «Танып», Черлаковская основная школа, Юсуповская основная школа, детский сад, 2 ФАП, Юсуповский дом культуры, библиотека, мечеть, отделения ФГУП «Почта России» и Сбербанка России